# Адміністративний устрій Народицького району
Адміністративний устрій Народицького району — адміністративно-територіальний поділ Народицького району Житомирської області на 1 об'єднану територіальну громаду яка об'єднує 65 населених пунктів. Адміністративний центр — смт Народичі.
До серпня 2015 року складалася з 1 селищної і 15 сільських рад, які об'єднували 65 населених пунктів та підпорядковувалися Народицькій районній раді. 

## Список сільських рад Народицького району до 2015 року
| №  | Назва                           | Центр              | Населені пункти | Площа км² | Місце за площею | Населення (2001), чол. | Місце за населенням |
| -- | ------------------------------- | ------------------ | --- | --------- | --------------- | ---------------------- | ------------------- |
| 1  | Народицька селищна рада         | смт Народичі       | смт Народичі с. Батьківщина с. Ганнівка с. Гута-Ксаверівська с. Журавлинка с. Калинівка с. Лозниця с. Любарка с. Розсохівське с. Рудня-Кам'янка |           |                 |                        |                     |
| 2  | Базарська сільська рада         | с. Базар           | с. Базар с. Великі Міньки с. Колосівка с. Листвинівка с. Рудня-Базарська                                                                        |           |                 |                        |                     |
| 3  | Болотницька сільська рада       | с. Болотниця       | с. Болотниця с. Червоне |           |                 |                        |                     |
| 4  | В'язівська сільська рада        | с. В'язівка        | с. В'язівка с. Липлянщина с. Слобода-В'язівка                                                                                                   |           |                 |                        |                     |
| 5  | Гуто-Мар'ятинська сільська рада | с. Гуто-Мар'ятин   | с. Гуто-Мар'ятин с. Рубежівка с. Сингаї с. Славковиці с. Старий Кужіль                                                                          |           |                 |                        |                     |
| 6  | Закусилівська сільська рада     | с. Закусили        | с. Закусили с. Бабиничі с. Жерев |           |                 |                        |                     |
| 7  | Заліська сільська рада          | с. Залісся         | с. Залісся с. Давидки |           |                 |                        |                     |
| 8  | Ласківська сільська рада        | с. Ласки           | с. Ласки |           |                 |                        |                     |
| 9  | Межиліська сільська рада        | с. Межиліска       | с. Межиліска с. Буда-Голубієвичі с. Васьківці с. Вила с. Голубієвичі с. Заводне с. Карпилівка с. Недашківка с. Осика                            |           |                 |                        |                     |
| 10 | Мотійківська сільська рада      | с. Мотійки         | с. Мотійки с. Ноздрище с. Христинівка |           |                 |                        |                     |
| 11 | Новодорогинська сільська рада   | с. Новий Дорогинь  | с. Новий Дорогинь с. Одруби с. Славенщина с. Яжберень                                                                                           |           |                 |                        |                     |
| 12 | Норинцівська сільська рада      | с. Норинці         | с. Норинці с. Клочки с. Оржів с. Савченки |           |                 |                        |                     |
| 13 | Радчанська сільська рада        | с. Радча           | с. Радча с. Вільхова с. Грезля с. Нова Радча с. Ровба с. Стара Радча с. Тичків                                                                  |           |                 |                        |                     |
| 14 | Селецька сільська рада          | с. Селець          | с. Селець с. Булів |           |                 |                        |                     |
| 15 | Стародорогинська сільська рада  | с. Старий Дорогинь | с. Старий Дорогинь с. Латаші с. Снитище |           |                 |                        |                     |
| 16 | Сухарівська сільська рада       | с. Сухарівка       | с. Сухарівка с. Бродник |           |                 |                        |                     |

* Примітки: смт — селище міського типу, с. — село

## Історія
Утворений 7 березня 1923 року у складі Коростенської округи Волинської губернії з В'язівської, Закусилівської, Ласківської, Народицької, Россохської, Селецької сільських рад Народицької волості, Заліської, Звіздальської, Новодорогинської, Стародорогинської, Старошарненської, Христинівської сільських рад Христинівської волості Овруцького повіту та Дідковицької, Каленської, Купецької, Липлянської, Мединівської, Межирічської, Обиходівської, Сарновицької, Татарновицької, Ходаківської, Юзефівської сільських рад Татарновицької волості Коростенського повіту.
21 серпня 1924 року до складу району включено Давидківську, Клочківську, Новорадчанську, Олексіївську, Омельниківську сільські ради Овруцького району, до складу Ушомирського району передано Каленську, Купецьку та Ходаківську сільські ради.
5 березня 1927 року Липлянську, Мединівську, Татарновицьку та Юзефівську сільські ради передано до складу відновленого Чоповицького району, 5 лютого 1933 року до складу Хабенського району відійшла Олексіївська сільська рада.
21 жовтня 1925 року в складі району утворено Болотницьку, Липлянщинську та Лозницьку сільські ради.
В 1941-43 роках територія району входила до гебітскомісаріату Овруч Генеральної округи Житомир та складалась з Бабиницької, Батьківщинської, Булівської, Грезлянської, Гуто-Ксаверівської, Довголіської, Жерівської, Канівської, Латашівської, Мар'янівської, Мотійківської, Мотилівської, Новошарнівської, Ноздрищанської, Ольховської, Новорадчанської, Хуторо-Розсохівської, Руднє-Камянської, Савченківської, Славищенської, Сніщанської, Ставківської, Слободо-Вязовецької, Старорадчанської, Ступищанської, Тичківської, Червонохутірської та Яжберенської сільських управ.
28 серпня 1951 року Межиріцьку сільську раду передано до складу Коростенського району.
1 серпня 1954 року розформовано Болотницьку, Заліську, Клочківську, Липлянщинську, Лозницьку, Народицьку Другу, Новорадчанську та Старошарненську сільські ради.
28 листопада 1957 року до складу району включено Берестовецьку та Обиходівську сільські ради ліквідованого Чоповицького району, 21 січня 1959 року — Базарську, Великокліщівську, Великоміньківську, Голубієвицьку, Гуто-Мар'ятинську, Калинівську, Любарську, Малокліщівську, Маломіньківську та Межиліську сільські ради розформованого Базарського району.
30 грудня 1962 року район було розформовано, територію розподілено між Овруцьким та Коростенським районами. 8 грудня 1966 року відновлений в колишніх межах.
3 квітня 1967 року Берестовецьку, Дідковицьку, Обиходівську та Сарновицьку сільські ради було передано до складу Коростенського району.
3 жовтня 1986 року ліквідовано Довголіську, 12 серпня 1990 — Звіздальську, 19 червня 1991 року — Малокліщівську, 16 листопада 1994 року — Калинівську сільські ради.
20 вересня 1989 року в складі району утворено Сухарівську сільську раду.
До початку адміністративно-територіальної реформи в Україні (станом на початок 2015 року) до складу району входили селищна та 15 сільських рад.
6 серпня 2015 року в складі району утворено Народицьку селищну територіальну громаду, котра охопила територію всього району. 17 листопада 2015 року Народицька селищна та всі 15 сільських рад припинили існування. 
На час ліквідації району, відповідно до Постанови Верховної Ради України від 17 липня 2020 року, до складу району входила селищна територіальна громада.